# Rober Hatemo
Rober Hatemo (Çanakkale o Kumkapı, İstanbul, 25 de desembre de 1974) és un cantant turc. Fa pop ètnic.

## Discos
- Esmer - 1997
- Sen Farklısın - 1998
- Azılı Bela - 2001
- Aşksız Prens - 2003
- Sihirli Değnek - 2006
- Mahrum - 2010
- Pabucumun Dünyası - 2014

## Curiositat
Pertanyent a la comunitat armènia de Turquia, Hatemo diu que ha estat circumcidat, durant el servei militar, al seu propi desig i amb el consentiment de la seva família.